# PGC 11392
LEDA/PGC 11392, auch UGC 2470, ist eine Spiralgalaxie vom Hubble-Typ Sa im Sternbild Perseus am Nordsternhimmel. Sie ist schätzungsweise 215 Millionen Lichtjahre von der Milchstraße entfernt und hat einen Durchmesser von etwa 95.000 Lichtjahren. Vom Sonnensystem aus entfernt sich das Objekt mit einer errechneten Radialgeschwindigkeit von näherungsweise 4.700 Kilometern pro Sekunde.
Möglich ist eine gravitative Bindung mit PGC 213140.
Im selben Himmelsareal befinden sich unter anderem die Galaxien NGC 1159, NGC 1164, PGC 90654, PGC 2209257.